# Монтеомбраро (Модена)
Монтеомбраро је насеље у Италији у округу Модена, региону Емилија-Ромања.
Према процени из 2011. у насељу је живело 689 становника. Насеље се налази на надморској висини од 638 м.